# Альберт Газенбрукс
Альберт Францович Газенбрукс (нід. Albert Hasenbroekx; псевдо: Західний; 22 січня 1915, м. Остенде, Бельгія — 7 вересня 1979, м. Брюгге, Бельгія) — бельгійський бухгалтер, крамар, також відомий як радист УПА. Працював на радіостанції «Самостійна Україна» («Афродита») з 1943 по 1945 рік, читав передачі французькою та англійською мовами. У 1945 році його спіймало НКДБ і він провів 8 років у таборах ГУЛАГ.
|  | Час моєї праці в Радіо «Вільна Україна» — то були найкращі хвилини мого життя. Я тоді переродився і зрозумів, ЩО це означає жити і боротись за шляхетні ідеали. А воля України, визволення цього доброго народу стало для мене метою. |

## Життєпис

### Ранні роки

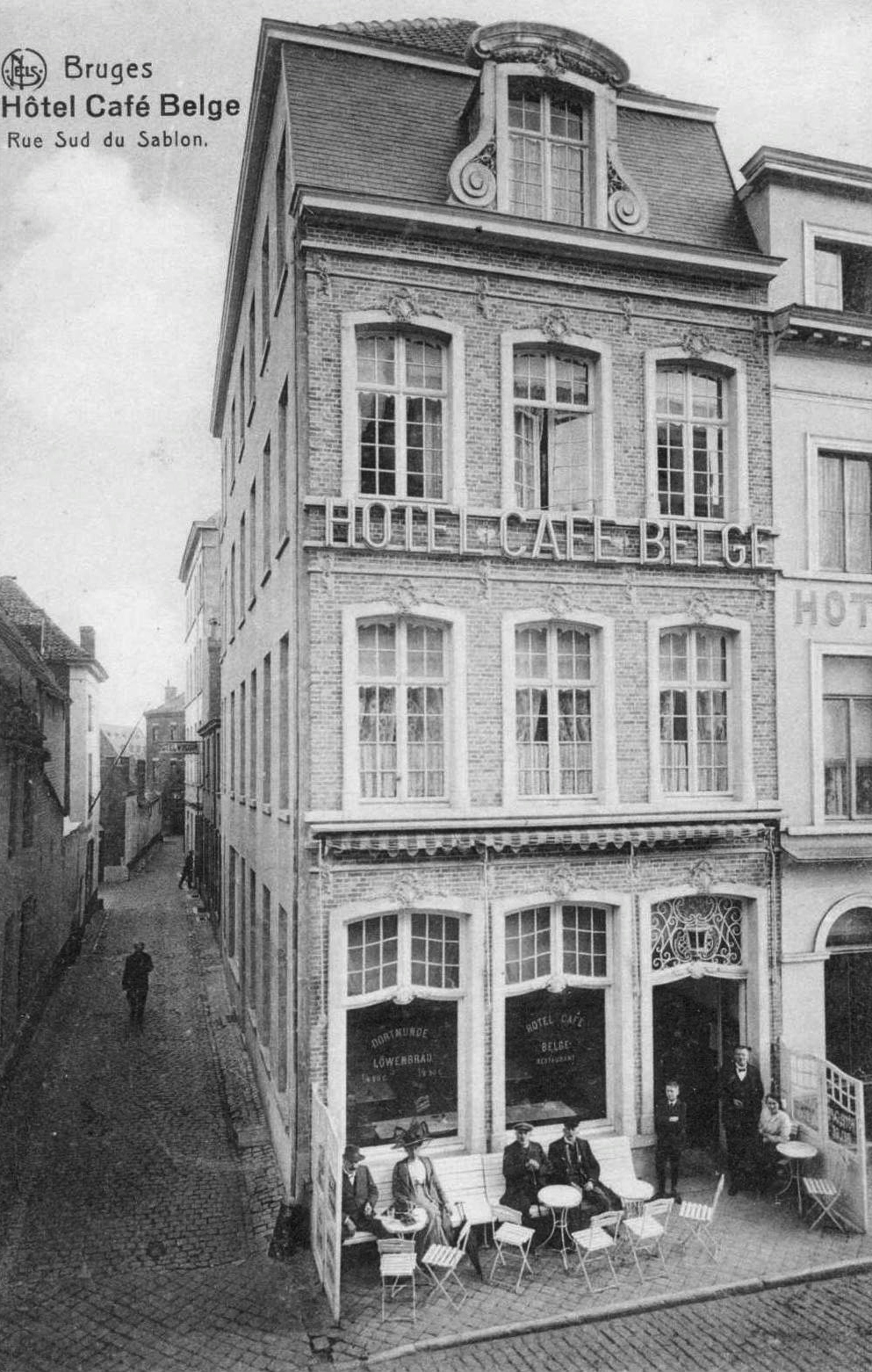
Молодий Альберт Газенбрукс перед готелем-кафе «Белж», м. Брюгге, 1927 рік

Альберт Газенбрукс народився 22 січня 1915 року в м. Остенде та виріс у Брюгге, де його батьки були власниками готелю-кафе «Белж». Він і його молодший брат були фламандцями та відвідували франкомовну католицьку школу у м. Юї (Валлонія), після закінчення якої у 1934 році він записався до Вищої єзуїтської школи торгівлі в Антверпені  (фр. Ecole Supérieure de Commerce d'Anvers), котру так і не закінчив. Газенбрукса мобілізували до бельгійської армії у 1936 році. Після одруження в 1937 році пара переїхала до столиці Брюсселю, де народилася їхня донька Франсін у 1938 році. У лютому 1939 року Газенбрукс почав працювати у філії продуктового магазину Delhaize.

### Війна і полон
Газенбрукс був мобілізований до бельгійської армії у 1939 році. Після німецького вторгнення в Бельгію 10 травня 1940 його полк відступив до Франції в Центральний масив, а після капітуляції Бельгії 18 червня — до Бретані. Полк був узятий у полон німцями на березі річки Луара і Газенбрукс був інтернований у шталаг до Савене. Його було звільнено 22 липня. Повернувшись до Бельгії, він був звільнений від військової служби.

### Праця в Німеччині
Газенбрукс відновив свою роботу в Delhaize в Брюсселі, проте в лютому 1942 року він втратив роботу і був запрошений[джерело?] на роботу до Німеччини. У квітні 1942 року він почав працювати учнем слюсаря на нім. Dreilinden Maschinenbau GmbH в Кляйнмахнов недалеко від Берліну, дочірньої компанії Robert Bosch GmbH, що займались виробництвом запасних частин до літаків.

### Діяльність А. Газенбрукса в УПА
Після кількох спроб втекти до Бельгії, Газенбрукс був поміщений у в'язницю в Німеччині, а навесні 1943 року вирушив до Рівного, столиці Райхскомісаріату України, де він працював у німецькій будівельній компанії нім. Hugo Parpart & Co від Штеттін, Померанія. Під час роботи з командою близько Дубна він був захоплений місцевою групою Української повстанської армії. Після подолання первісного скептицизму з боку бійців УПА, які думали, що він німець, Газенбруксу вдалося їх переконати, що він був бельгійцем, після чого командир «Еней» (Петро Олійник) прийняв його в число своїх під псевдонімом «Західний».

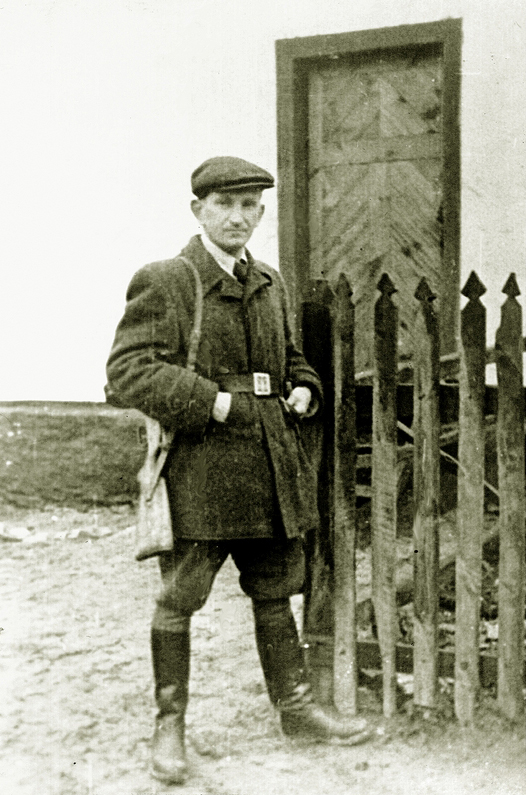
Роман Шухевич у Будеражі перед відправленням до Галичини, 1943 рік

Газенбрукс приєднався до азербайджанського куреня, з якими він пройшов до Здолбунівщини. Курінь був частиною УПА-Північ. Газенбрукса, який говорив кількома європейськими мовами, вважали кориснішим для роботи відділу пропаганди, ніж у бойових частинах. По І-ій Конференції поневолених народів Східної Європи та Азії, проведеній Організацією українських націоналістів (ОУН) в селі Будераж 21 і 22 листопада 1943 року, він був переведений до радіостанції «Самостійна Україна», криптонім «Афродита», котра діяла на Сколівщіні, на окупованих територіях Галичини у Генеральній губернії. Газенбрукс приїхав з Волині до Галичини з Романом Шухевичем, майбутнім головнокомандувачем УПА, і кореспондентом Петром Дужим. Дужий пише: 
|  | Газенбрукс не знав і не міг знати, що їде разом із Романом Шухевичем, але зміст розмови і прекрасне знання німецької мови спонукали його до думки, що це не звичайний старшина УПА, а офіцер її вищого військового ешельону. Хоч Газенбрукс не знав, з ким розмовляє, та вже засвоївши конспіративні правила УПА на Волині, розумів, що зайвого тут питати не треба. |

### Арешт і допити спецслужбами НКДБ, відправлення в табори
УПА і радіостанція «Афродита» продовжували працювати з Ямельниці після того, як Червона армія вигнала гітлерівців на захід у серпні 1944 року. У квітні 1945 року ББ — відділ НКДБ боротьби з бандитизмом —наближаються та нападають зненацька на повстанців, що приймали учать у радіомовленні. Троє загинуло, а Газенбрукса було захоплено в полон. Йому спробували інкримінувати ст. 54-2 — збройне повстання і ст. 54-11 — участь у контрреволюційній організації, Кримінального кодексу УРСР, але доказів не було, а Газенбрукс стверджував, що перебував в УПА в полоні.
Влітку 1945 року після декількох місяців допитів у Дрогобичі та без суду Газенбрукса депортували до виправно-трудового табору у Воркуті на Крайній Півночі. Він був притягнутий до відповідальності в 1947 році в Дрогобичі та засуджений до 10 років каторжних робіт. Газенбрукса було відправлено до виправно-трудових таборів на лівому березі річки Том біля Сталінська (нині Новокузнецьк) у Сибіру.

### Звільнення та повернення до Бельгії
Газенбрукса було звільнено 3 червня 1953 року після смерті Сталіна. Після свого перебування в Щербакові (тепер Рибінськ) у центральній Росії для відновлення сил його перевели до Москви в кінці жовтня 1953 року, де він зустрівся із 11 співвітчизниками, котрих мали звільнити разом з ним. Усі 12 були відвезені до Східного Берліну, звідки вони були передані бельгійській місії в Західному Берліні. Вранці 31 жовтня 1953 року група досягла Бельгії, де він був узятий під спостереження бельгійської служби безпеки на кордоні міста Більдхен (котре було бельгійським у той час, але з 1958 року входить в Аахен). Звідти їх доставили до Брюсселя, де й звільнили.

### Пізніші роки життя та реабілітація

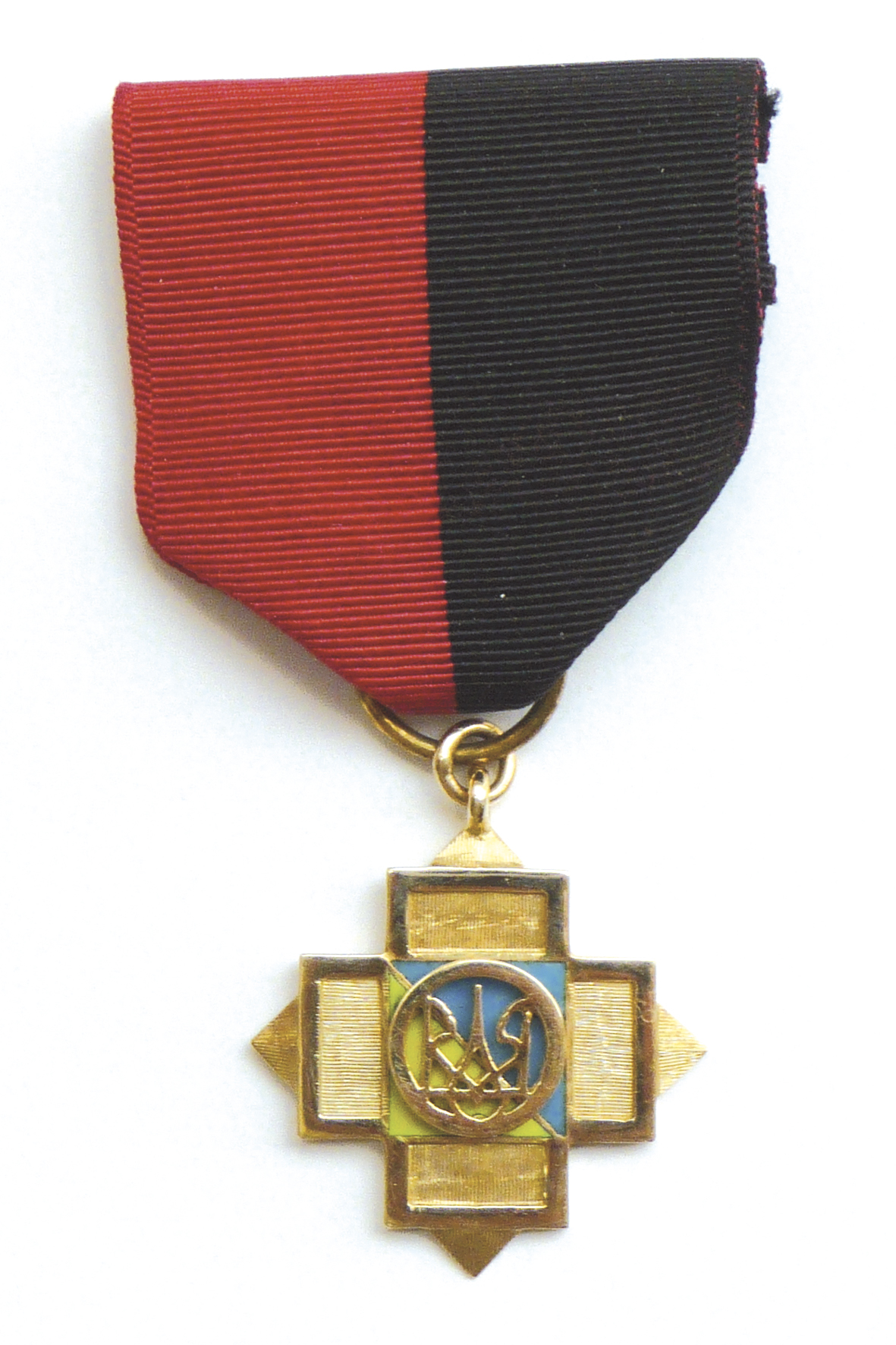
Золотий Хрест 25-річчя УПА Альберта Газенбрукса (1968)

Після свого повернення до Бельгії він працював бухгалтером транспортно-експедиційної компанії в Брюгге. Газенбрукс був час від часу в контакті з українською діаспорою. Для прикладу, він прийняв запрошення виступити у м. Льєж 29 жовтня 1967 року з нагоди 25 річниці створення УПА. Частини його промови, що була проголошена французькою та українською, були опубліковані його бойовим другом Володимиром Макаром (псевдонім «Вадим») у 1968 році в Канаді. У лютому 1968 року Газенбрукс отримав Золотий Хрест УПА, нагороджений Капітулю Золотого Хреста за Заслуги УПА в Нью-Йорку.
Альберт Газенбрукс помер 7 вересня 1979 року в м. Брюгге.
29 травня 1995 року Газенбрукса було реабілітовано посмертно, в офіційних даних у справах львівської прокуратури зазначається:
|  | Данные о репрессированном и его родственниках: Газенбрукс не установден. На Газенбрукса Альберта Францовича распространяется действие ст. 1 Закона Украинской ССР от 17 апреля 1991 года «О реабилитации жертв политических репрессий на Украине» за відсутністю сукупності доказів, які підтверджують обґрунтованість притягання до відповідальності. |

Указом Президента України від 08.02.2010 Альберта Газенбрукса було нагороджено орденом «За заслуги» І ступеня за участь у національно-визвольній боротьбі (посмертно).